# FCM 2C
Il Char 2C (conosciuto anche come  FCM 2C) è un carro armato superpesante progettato in Francia e prodotto a partire dal 1921. Per tale motivo non riuscì ad entrare in servizio in tempo utile per partecipare al primo conflitto mondiale (1914-18). Di notevoli dimensioni e massa, ben 69 tonnellate, era equipaggiato con una torretta rotante dotata di un cannone da 75 mm ed aveva un equipaggio di 12 uomini. Venne prodotto in soli 10 esemplari dal 1921.

## Descrizione
Il carro Char 2C risultò avere un peso di ben 69 tonnellate sia a causa della sua corazzatura - 45 mm frontale e 22 mm sui lati - ma anche a causa delle sue dimensioni. Con le code in posizione la sua lunghezza risultava di circa 12 metri.
Lo spazio interno era suddiviso in due camere di combattimento. Quella anteriore sormontata da una torretta, la prima della storia, dotata di un equipaggio di tre uomini ed armata con un cannone da 75 mm Mle. 1897 e quella posteriore, sormontata da una cupoletta, armata con mitragliatrici Hotchkiss Mle 1914. Tre mitragliatrici posizionate frontalmente fornivano la protezione contro l'assalto della fanteria.
Le camere di combattimento erano collegate dalla sala motori. Ciascun cingolo era propulso da un motore Maybach da 200/250 hp attraverso una trasmissione di tipo elettrico. La massima velocità raggiungibile era di 15 km/h. Sette serbatoi per il combustibile, contenenti nel complesso 1.260 litri, garantivano una autonomia di 150 km.
L'equipaggio era costituito da 12 uomini: pilota, comandante, cannoniere, caricatore, quattro mitraglieri, meccanico, elettricista, assistente elettricista/meccanico e operatore radio. Alcune fonti riportano, forse riferendosi ad immagini, che l'equipaggio fosse di tredici uomini a causa dell'inclusione del comandante di compagnia carri.

## Storia operativa

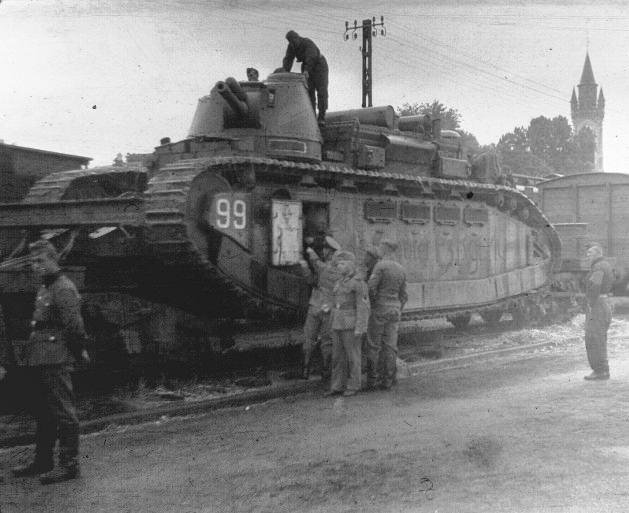
Uno Char 2C catturato dalle forze naziste nell'estate 1940

I dieci esemplari prodotti vennero inquadrati in varie unità, benché il numero di veicoli operativi si fosse presto ridotto a tre. Il loro valore bellico diminuì tra gli anni venti e trenta via via che nuovi carri, di concezione più avanzata, venivano messi in produzione e i 2C divennero ben presto obsoleti a causa della loro scarsa velocità e del loro massiccio profilo che li rendeva facili bersagli per le armi anticarro.
Comunque nel 1939 in occasione della mobilitazione francese tutti i dieci veicoli furono riportati in servizio ed inquadrati nel 51º battaglione carri da combattimento. Per motivi di propaganda ciascun carro venne battezzato con il nome di una regione della Francia: Poitou, Provence, Picardie, Alsace, Bretagne, Touraine, Anjou, Normandie, Berry, Champagne. Nel 1939 il Normandie venne subito ribattezzato Lorraine. Essendo il loro valore prettamente propagandistico i mezzi non vennero utilizzati per gli attacchi contro la linea Sigfrido, ma vennero ripresi in numerosi documentari di propaganda mentre scavalcavano vecchie fortificazioni francesi. Presso l'opinione pubblica vennero quindi visti come dei mezzi invincibili dalle dimensioni ancora maggiori che nella realtà.
I comandi francesi erano perfettamente al corrente di come questa reputazione fosse assolutamente falsa. Quando le Panzerdivisionen tedesche sfondarono le linee francesi durante l'offensiva del giugno 1940 venne presa la decisione di impedire la cattura inviandoli verso sud su un treno. Il 15 giugno il convoglio fu bloccato da un incendio nel vagone del combustibile e divenne quindi inevitabile distruggere i mezzi attraverso l'utilizzo di cariche esplosive. In seguito Goebbels e Göring affermarono che i carri erano stati colpiti dai bombardieri in picchiata tedeschi. Un mezzo, quello denominato Champagne venne catturato più o meno intatto e trasportato a Berlino dove venne esibito come trofeo di guerra. Nel 1948 questo carro scomparve dalla città tedesca generando molte speculazioni su un ipotetico suo trasporto nel museo dei carri di Kubinka, in Russia.

## Versioni
Nel 1926 il carro che poi verrà battezzato Champagne venne modificato nel Char 2C bis, una versione sperimentale armata con un obice da 155 mm montato in torretta, probabilmente un derivato dello Schneider 155 mm C Mle. 1917. Il mezzo fu dotato di nuovi motori e vennero abolite le postazioni delle mitragliatrici. In questa configurazione il carro raggiunse il peso di 74 t. I cambiamenti furono solamente temporanei e nello stesso anno il carro venne riportato alle dotazioni originali.
Nel 1939 il Lorraine, adibito a carro-comando, venne ulteriormente corazzato allo scopo di renderlo immune ai proiettili anticarro tedeschi. La corazzatura frontale venne portata a 90 mm e quella laterale a 65 mm. In questa configurazione il peso del veicolo raggiunse le 75 t.
Nel 1940 vennero ordinati 12 nuovi carri FCM M1 con doppia torretta allo scopo di rimpiazzare i 2C ma il tracollo della Francia non permise a questi di entrare in servizio.

## Sviluppo e storia
Le origini di questo carro sono avvolte dal mistero. Nell'estate del 1918, meno di tre anni dopo l'inizio degli studi per sviluppare il 2C, una commissione del Parlamento francese cercò di investigare sulla vicenda ma non riuscì ad ottenere alcuna documentazione. Divenne presto chiaro che molti dati erano stati deliberatamente distrutti allo scopo di nascondere il primo scandalo corazzato della storia comparabile con quello che avvenne tra Stati Uniti e Gran Bretagna nel 1944. Alcune recenti ricerche sono comunque riuscite a rivelare alcuni particolari della vicenda.
Nell'estate del 1916 il generale Mouret, sottosegretario alle artiglierie fornì alla FCM (Forges et Chantiers de la Mediterranée) una ditta di cantieri navali situata nel sud della Francia vicino a Tolone un contratto per lo sviluppo di un nuovo carro di sfondamento, come erano allora definiti. Allo stesso tempo nell'industria francese degli armamenti era molto attiva una lobby per il controllo degli ordini delle forniture militari, lobby che utilizzava collegamenti con alti ufficiali allo scopo ottenere commissioni alle condizioni più vantaggiose; molti contratti di sviluppo venivano così completamente pagati dallo stato anche quando non portavano a nessuna reale produzione. L'iniziativa di Mouret mostra come l'esercito francese non avesse fissato delle precise direttive di sviluppo per un carro pesante.  La FCM in pratica, pur traendo dal contratto tutti i vantaggi economici possibili, non portò avanti con celerità lo sviluppo del prototipo. In quel periodo tutti i progetti e gli studi sui carri armati erano coperti dal massimo segreto e questo rese facile tale gestione dello sviluppo dei progetti.
Il Char 2C fu il solo carro super-pesante, della sua generazione, a raggiungere lo stato di operatività.
Il 15 settembre 1916 gli inglesi dispiegarono per la prima volta i carri armati nella veste del carro Mark I, e al fatto seguì una grande euforia per lo sviluppo di questi veicoli. Quando gli umori dell'opinione pubblica in Gran Bretagna divennero veramente pessimi, soprattutto dopo che le notizie legate alla battaglia della Somme vennero rese note, i carri offrirono una nuova speranza di vittoria finale.